# Kup na Makedonija 2024-2025
La Coppa di Macedonia del Nord 2024-2025 (in macedone Куп на Македонија, Kup na Makedonija) è stata la trentatreesima edizione del torneo, iniziata il 18 settembre 2024 e terminata il 21 maggio 2025. Il Tikveš Kavadarci era la squadra campione in carica, avendo conquistato il trofeo per la prima volta nella sua storia.
La competizione è stata vinta dal Vardar, alla sua sesta coppa nazionale.

## Calendario
| Turno            | Incontri                      |
| ---------------- | ----------------------------- |
| Primo turno      | 18 settembre - 2 ottobre 2024 |
| Secondo turno    | 23 ottobre 2024               |
| Quarti di finale | 26 febbraio 2025              |
| Semifinali       | 9 e 23 aprile 2025            |
| Finale           | 21 maggio 2025                |

## Partite

### Primo turno
Il sorteggio per il primo turno è stato effettuato il 20 agosto 2024. Il Tikveš Kavadarci, vincente della precedente edizione, entra nella competizione direttamente dal secondo turno.
| Squadra 1          | Risultato       | Squadra 2          |
| ------------------ | --------------- | ------------------ |
| 18 settembre 2024  |                 |                    |
| Xhepçishti         | 0 - 8           | Shkupi             |
| Kožuf              | 1 - 2           | Arsimi             |
| Vardar Negotino    | 0 - 4           | Brera Strumica     |
| Yeni Maale         | 0 - 5           | Škendija           |
| Sloboden           | 0 - 6           | Bregalnica Štip    |
| Ohrid              | 1 - 5           | Besa Dobërdoll     |
| Shkëndija Haraçinë | 2 - 0           | Rabotnički         |
| Karbinci           | 1 - 4           | Sileks Kratovo     |
| Borec              | 0 - 1           | Detonit Plačkovica |
| Sloga 1934         | 1 - 6           | Struga             |
| Skopje             | 0 - 1           | Pelister           |
| Novaci             | 0 - 2           | Vardar             |
| 2 ottobre 2024     |                 |                    |
| Gostivar           | 3 - 1           | Pobeda             |
| Belasica           | 2 - 2 (4-5 dtr) | Makedonija G.P.    |
| Baškimi            | 0 - 2           | Voska Sport        |

### Secondo turno
Il sorteggio per il secondo turno si è tenuto il 4 ottobre 2024.
| Squadra 1       | Risultato       | Squadra 2          |
| --------------- | --------------- | ------------------ |
| 23 ottobre 2024 |                 |                    |
| Brera Strumica  | 2 - 0           | Besa Dobërdoll     |
| Vardar          | 2 - 0           | Tikveš Kavadarci   |
| Gostivar        | 1 - 0           | Bregalnica Štip    |
| Pelister        | 1 - 1 (1-4 dtr) | Detonit Plačkovica |
| Škendija        | 1 - 0           | Shkëndija Haraçinë |
| Struga          | 2 - 0           | Makedonija G.P.    |
| Sileks Kratovo  | 0 - 0 (4-3 dtr) | Shkupi             |
| Arsimi          | 2 - 1           | Voska Sport        |

### Quarti di finale
Il sorteggio per i quarti di finale si è tenuto il 10 dicembre 2024.
| Squadra 1          | Risultato       | Squadra 2      |
| ------------------ | --------------- | -------------- |
| 26 febbraio 2025   |                 |                |
| Struga             | 1 - 0           | Gostivar       |
| Detonit Plačkovica | 0 - 1           | Škendija       |
| Brera Strumica     | 1 - 1 (4-3 dtr) | Arsimi         |
| Vardar             | 1 - 0           | Sileks Kratovo |

### Semifinali
Il sorteggio per le semifinali si è tenuto il 2 aprile 2025.
| Squadra 1          | Totale | Squadra 2      | Andata | Ritorno |
| ------------------ | ------ | -------------- | ------ | ------- |
| 9 / 23 aprile 2025 |        |                |        |         |
| Škendija           | 2 - 3  | Struga         | 1 - 2  | 1 - 1   |
| Vardar             | 4 - 1  | Brera Strumica | 3 - 0  | 1 - 1   |

### Finale
| Arbitro: | Igor Stojchevski |

|                   |           |  |
| Talevski 26’, 49’ | Marcatori |  |